# Premierzy Bułgarii

## Księstwo Bułgarii(1878-1908)
| #                                       | Imię i Nazwisko                     | Portret         | Kadencja             | Kadencja             | Partia polityczna | Partia polityczna               | Rząd |
| #                                       | Imię i Nazwisko                     | Portret         | Od                   | Do                   | Partia polityczna | Partia polityczna               | Rząd |
| --------------------------------------- | ----------------------------------- | --------------- | -------------------- | -------------------- | ----------------- | ------------------------------- | ---- |
| Przewodniczący Rady Ministrów 1879-1908 |                                     |                 |                      |                      |                   |                                 |      |
| 1                                       | Todor Burmow (1834–1906)            |                 | 17 lipca 1879        | 6 grudnia 1879       |                   | Partia Konserwatywna            | •    |
| 2                                       | Biskup Klemens (1841–1906)          |                 | 6 grudnia 1879       | 7 kwietnia 1880      | 1                 | Partia Konserwatywna            |      |
| 3                                       | Dragan Cankow (1828–1911)           |                 | 7 kwietnia 1880      | 10 grudnia 1880      |                   | Partia Liberalna                | 1    |
| 4                                       | Petko Karawełow (1843–1903)         |                 | 10 grudnia 1880      | 9 maja 1881          | 1                 | Partia Liberalna                |      |
| 5                                       | Johan Casimir Ehrnrooth (1833–1913) |                 | 9 maja 1881          | 13 lipca 1881        |                   | wojskowy                        | •    |
| -                                       | Książę Aleksander (1857–1893)       |                 | 13 lipca 1881        | 5 lipca 1882         |                   | -                               | •    |
| 6                                       | Leonid Sobolew (1844–1913)          |                 | 5 lipca 1882         | 19 września 1883     |                   | wojskowy                        | •    |
| (3)                                     | Dragan Cankow (1828–1911)           |                 | 19 września 1883     | 11 lipca 1884        |                   | Partia Liberalna                | 2    |
| (4)                                     | Petko Karawełow (1843–1903)         |                 | 11 lipca 1884        | 21 sierpnia 1886     | 2                 | Partia Liberalna                |      |
| (2)                                     | Metropolita Klemens (1841–1906)     |                 | 21 sierpnia 1886     | 24 sierpnia 1886     |                   | Partia Konserwatywna            | 2    |
| (4)                                     | Petko Karawełow (1843–1903)         |                 | 24 sierpnia 1886     | 28 sierpnia 1886     |                   | Partia Liberalna                | 3    |
| 7                                       | Wasił Radosławow (1854–1929)        |                 | 28 sierpnia 1886     | 10 lipca 1887        | 1                 | Partia Liberalna                |      |
| 8                                       | Konstantin Stoiłow (1853–1901)      |                 | 10 lipca 1887        | 1 września 1887      |                   | Partia Konserwatywna            | 1    |
| 9                                       | Stefan Stambołow (1854–1895)        |                 | 1 września 1887      | 31 maja 1894         |                   | Partia Narodowo-Liberalna       | •    |
| (8)                                     | Konstantin Stoiłow (1853–1901)      |                 | 31 maja 1894         | 21 grudnia 1894      |                   | Partia Narodowa                 | 2    |
| (8)                                     | Konstantin Stoiłow (1853–1901)      | 21 grudnia 1894 | 30 stycznia 1899     | 3                    |                   | Partia Narodowa                 |      |
| 10                                      | Dimitar Grekow (1847–1901)          |                 | 30 stycznia 1899     | 13 października 1899 |                   | Partia Narodowo-Liberalna       | •    |
| 11                                      | Todor Iwanczow (1858–1906)          |                 | 13 października 1899 | 10 grudnia 1900      |                   | Partia Liberalna (radosławiści) | 1    |
| 11                                      | Todor Iwanczow (1858–1906)          | 10 grudnia 1900 | 22 stycznia 1901     | 2                    |                   | Partia Liberalna (radosławiści) |      |
| 12                                      | Raczo Petrow (1861–1942)            |                 | 22 stycznia 1901     | 5 marca 1901         |                   | Bezpartyjny                     | 1    |
| (4)                                     | Petko Karawełow (1843–1903)         |                 | 5 marca 1901         | 4 stycznia 1902      |                   | Partia Demokratyczna            | 4    |
| 13                                      | Stojan Danew (1858–1949)            |                 | 4 stycznia 1902      | 19 maja 1903         |                   | Partia Postępowo-Liberalna      | 1    |
| (12)                                    | Raczo Petrow (1861–1942)            |                 | 19 maja 1903         | 5 listopada 1906     |                   | Bezpartyjny                     | 2    |
| 14                                      | Dimitar Petkow (1858–1907)          |                 | 5 listopada 1906     | 11 marca 1907        |                   | Partia Narodowo-Liberalna       | •    |
| 15                                      | Dimityr Stanczow (1863–1940)        |                 | 12 marca 1907        | 16 marca 1907        |                   | Bezpartyjny                     | •    |
| 16                                      | Petyr Gudew (1863–1932)             |                 | 16 marca 1907        | 29 stycznia 1908     |                   | Partia Narodowo-Liberalna       | •    |
| 17                                      | Aleksandyr Malinow (1867–1938)      |                 | 29 stycznia 1908     | 5 października 1908  |                   | Partia Demokratyczna            | 1    |

## Carstwo Bułgarii(1908-1946)
- tymczasowo

| #                                       | Imię i Nazwisko                     | Portret              | Kadencja             | Kadencja             | Partia polityczna | Partia polityczna                 | Rząd                                    |
| #                                       | Imię i Nazwisko                     | Portret              | Od                   | Do                   | Partia polityczna | Partia polityczna                 | Rząd                                    |
| --------------------------------------- | ----------------------------------- | -------------------- | -------------------- | -------------------- | ----------------- | --------------------------------- | --------------------------------------- |
| Przewodniczący Rady Ministrów 1908-1946 |                                     |                      |                      |                      |                   |                                   |                                         |
| (17)                                    | Aleksandyr Malinow (1867–1938)      |                      | 5 października 1908  | 18 września 1910     |                   | Partia Demokratyczna              | 1                                       |
| (17)                                    | Aleksandyr Malinow (1867–1938)      | 18 września 1910     | 29 marca 1911        | 2                    |                   | Partia Demokratyczna              |                                         |
| 18                                      | Iwan Geszow (1849–1924)             |                      | 29 marca 1911        | 14 czerwca 1913      |                   | Partia Narodowa                   | •                                       |
| (13)                                    | Stojan Danew (1858–1949)            |                      | 14 czerwca 1913      | 17 lipca 1913        |                   | Partia Postępowo-Liberalna        | 2                                       |
| (7)                                     | Wasił Radosławow (1854–1929)        |                      | 17 lipca 1913        | 5 stycznia 1914      |                   | Partia Liberalna (radosławiści)   | 2                                       |
| (7)                                     | Wasił Radosławow (1854–1929)        | 5 stycznia 1914      | 21 czerwca 1918      | 3                    |                   | Partia Liberalna (radosławiści)   |                                         |
| (17)                                    | Aleksandyr Malinow (1867–1938)      |                      | 21 czerwca 1918      | 17 października 1918 |                   | Partia Demokratyczna              | 3                                       |
| (17)                                    | Aleksandyr Malinow (1867–1938)      | 17 października 1918 | 28 listopada 1918    | 4                    |                   | Partia Demokratyczna              |                                         |
| 19                                      | Teodor Teodorow (1859–1924)         |                      | 28 listopada 1918    | 7 maja 1919          |                   | Partia Narodowa                   | 1                                       |
| 19                                      | Teodor Teodorow (1859–1924)         | 7 maja 1919          | 6 października 1919  | 2                    |                   | Partia Narodowa                   |                                         |
| 20                                      | Aleksandyr Stambolijski (1879–1923) |                      | 6 października 1919  | 9 czerwca 1923       |                   | Bułgarski Ludowy Związek Chłopski | •                                       |
| 21                                      | Aleksandyr Cankow (1879–1959)       |                      | 9 czerwca 1923       | 22 września 1923     |                   | Porozumienie Demokratyczne        | 1                                       |
| 21                                      | Aleksandyr Cankow (1879–1959)       | 22 września 1923     | 4 stycznia 1926      | 2                    |                   | Porozumienie Demokratyczne        |                                         |
| 22                                      | Andrej Liapczew (1866–1933)         |                      | 4 stycznia 1926      | 12 września 1928     |                   | Porozumienie Demokratyczne        | 1                                       |
| 22                                      | Andrej Liapczew (1866–1933)         | 12 września 1928     | 15 maja 1930         | 2                    |                   | Porozumienie Demokratyczne        |                                         |
| 22                                      | Andrej Liapczew (1866–1933)         | 15 maja 1930         | 9 czerwca 1931       | 3                    |                   | Porozumienie Demokratyczne        |                                         |
| (17)                                    | Aleksandyr Malinow (1867–1938)      |                      | 29 czerwca 1931      | 12 października 1931 |                   | Partia Demokratyczna              | 5                                       |
| 23                                      | Nikoła Muszanow (1872–1951)         |                      | 12 października 1931 | 7 września 1932      |                   | Partia Demokratyczna              | 1                                       |
| 23                                      | Nikoła Muszanow (1872–1951)         | 7 września 1932      | 31 grudnia 1932      | 2                    |                   | Partia Demokratyczna              |                                         |
| 23                                      | Nikoła Muszanow (1872–1951)         | 31 grudnia 1932      | 19 maja 1934         | 3                    |                   | Partia Demokratyczna              |                                         |
| 24                                      | Kimon Georgiew (1882–1969)          |                      | 19 maja 1934         | 22 stycznia 1935     |                   | Zweno                             | 1                                       |
| 25                                      | Penczo Złatew (1881–1948)           |                      | 22 stycznia 1935     | 21 kwietnia 1935     |                   | wojskowy                          | •                                       |
| 26                                      | Andrej Toszew (1867–1944)           |                      | 21 kwietnia 1935     | 23 listopada 1935    |                   | Bezpartyjny                       | •                                       |
| 27                                      | Georgi Kjoseiwanow (1884–1960)      |                      | 23 listopada 1935    | 4 lipca 1936         | 1                 | Bezpartyjny                       |                                         |
| 27                                      | Georgi Kjoseiwanow (1884–1960)      | 4 lipca 1936         | 14 listopada 1938    | 2                    |                   | Bezpartyjny                       |                                         |
| 27                                      | Georgi Kjoseiwanow (1884–1960)      | 14 listopada 1938    | 23 października 1939 | 3                    |                   | Bezpartyjny                       |                                         |
| 27                                      | Georgi Kjoseiwanow (1884–1960)      | 23 października 1939 | 16 lutego 1940       | 4                    |                   | Bezpartyjny                       |                                         |
| 28                                      | Bogdan Fiłow (1883–1945)            |                      | 16 lutego 1940       | 11 kwietnia 1942     | 1                 | Bezpartyjny                       |                                         |
| 28                                      | Bogdan Fiłow (1883–1945)            | 11 kwietnia 1942     | 9 września 1943      | 2                    |                   | Bezpartyjny                       |                                         |
| -                                       | Petyr Gabrowski (1898–1945)         |                      | 9 września 1943      | 2                    | 14 września 1943  |                                   | Bojownicy na rzecz Rozwoju Bułgarskości |
| 29                                      | Dobri Bożiłow (1884–1945)           |                      | 14 września 1943     | 1 czerwca 1944       |                   | Bezpartyjny                       | •                                       |
| 30                                      | Iwan Bagrianow (1891–1945)          |                      | 1 czerwca 1944       | 2 września 1944      | •                 | Bezpartyjny                       |                                         |
| 31                                      | Konstantin Murawiew (1893–1965)     |                      | 2 września 1944      | 9 września 1944      |                   | Bułgarski Ludowy Związek Chłopski | •                                       |
| (24)                                    | Kimon Georgiew (1882–1969)          |                      | 9 września 1944      | 31 marca 1946        |                   | Zweno                             | 2                                       |
| (24)                                    | Kimon Georgiew (1882–1969)          | 31 marca 1946        | 15 września 1946     | 3                    |                   | Zweno                             |                                         |

## Ludowa Republika Bułgarii(1946-1990)
- tymczasowo

| #                                       | Imię i Nazwisko              | Portret          | Kadencja          | Kadencja          | Partia polityczna               | Partia polityczna              | Rząd |
| #                                       | Imię i Nazwisko              | Portret          | Od                | Do                | Partia polityczna               | Partia polityczna              | Rząd |
| --------------------------------------- | ---------------------------- | ---------------- | ----------------- | ----------------- | ------------------------------- | ------------------------------ | ---- |
| Przewodniczący Rady Ministrów 1946-1990 |                              |                  |                   |                   |                                 |                                |      |
| (24)                                    | Kimon Georgiew (1882–1969)   |                  | 15 września 1946  | 26 listopada 1946 |                                 | Zweno                          | 3    |
| 32                                      | Georgi Dymitrow (1882–1949)  |                  | 23 listopada 1946 | 11 grudnia 1947   |                                 | Bułgarska Partia Komunistyczna | 1    |
| 32                                      | Georgi Dymitrow (1882–1949)  | 11 grudnia 1947  | 2 lipca 1949      | 2                 |                                 | Bułgarska Partia Komunistyczna |      |
| -                                       | Wasyl Kołarow (1877–1950)    |                  | 2 lipca 1949      | 2                 | 20 lipca 1949                   | Bułgarska Partia Komunistyczna |      |
| 33                                      | Wasyl Kołarow (1877–1950)    |                  | 20 lipca 1949     | 23 stycznia 1950  | •                               | Bułgarska Partia Komunistyczna |      |
| 34                                      | Wyłko Czerwenkow (1900–1980) |                  | 23 stycznia 1950  | 16 stycznia 1954  | 1                               | Bułgarska Partia Komunistyczna |      |
| 34                                      | Wyłko Czerwenkow (1900–1980) | 16 stycznia 1954 | 17 kwietnia 1956  | 2                 |                                 | Bułgarska Partia Komunistyczna |      |
| 35                                      | Anton Jugow (1904–1991)      |                  | 17 kwietnia 1956  | 15 stycznia 1958  | 1                               | Bułgarska Partia Komunistyczna |      |
| 35                                      | Anton Jugow (1904–1991)      | 15 stycznia 1958 | 17 marca 1962     | 2                 |                                 | Bułgarska Partia Komunistyczna |      |
| 35                                      | Anton Jugow (1904–1991)      | 17 marca 1962    | 19 listopada 1962 | 3                 |                                 | Bułgarska Partia Komunistyczna |      |
| 36                                      | Todor Żiwkow (1911–1998)     |                  | 19 listopada 1962 | 12 marca 1966     | 1                               | Bułgarska Partia Komunistyczna |      |
| 36                                      | Todor Żiwkow (1911–1998)     | 12 marca 1966    | 8 lipca 1971      | 2                 |                                 | Bułgarska Partia Komunistyczna |      |
| 37                                      | Stanko Todorow (1920–1996)   |                  | 8 lipca 1971      | 15 czerwca 1976   | 1                               | Bułgarska Partia Komunistyczna |      |
| 37                                      | Stanko Todorow (1920–1996)   | 17 czerwca 1976  | 16 czerwca 1981   | 2                 |                                 | Bułgarska Partia Komunistyczna |      |
| 38                                      | Grisza Filipow (1919–1994)   |                  | 16 czerwca 1981   | 21 marca 1986     | •                               | Bułgarska Partia Komunistyczna |      |
| 39                                      | Georgi Atanasow (1933-2022)  |                  | 21 marca 1986     | 19 czerwca 1986   | 1                               | Bułgarska Partia Komunistyczna |      |
| 39                                      | Georgi Atanasow (1933-2022)  | 19 czerwca 1986  | 3 lutego 1990     | 2                 |                                 | Bułgarska Partia Komunistyczna |      |
| 40                                      | Andrej Łukanow (1938–1996)   |                  | 3 lutego 1990     | 19 września 1990  | 1                               | Bułgarska Partia Komunistyczna |      |
| 40                                      | Andrej Łukanow (1938–1996)   | 19 września 1990 | 15 listopada 1990 |                   | Bułgarska Partia Socjalistyczna | 2                              |      |

## Republika Bułgarii(od 1990)
| #                                       | Imię i Nazwisko                    | Portret         | Kadencja             | Kadencja             | Partia polityczna | Partia polityczna                            | Rząd |
| #                                       | Imię i Nazwisko                    | Portret         | Od                   | Do                   | Partia polityczna | Partia polityczna                            | Rząd |
| --------------------------------------- | ---------------------------------- | --------------- | -------------------- | -------------------- | ----------------- | -------------------------------------------- | ---- |
| Przewodniczący Rady Ministrów 1990-1991 |                                    |                 |                      |                      |                   |                                              |      |
| (40)                                    | Andrej Łukanow (1938–1996)         |                 | 15 listopada 1990    | 7 grudnia 1990       |                   | Bułgarska Partia Socjalistyczna              | 2    |
| 41                                      | Dimityr Popow (1927–2015)          |                 | 7 grudnia 1990       | 8 listopada 1991     |                   | Bezpartyjny                                  | •    |
| Premier od 1991                         |                                    |                 |                      |                      |                   |                                              |      |
| 42                                      | Filip Dimitrow (ur. 1955)          |                 | 8 listopada 1991     | 30 grudnia 1992      |                   | Związek Sił Demokratycznych                  | •    |
| 43                                      | Luben Berow (1925–2006)            |                 | 30 grudnia 1992      | 17 października 1994 |                   | Bezpartyjny                                  | •    |
| 44                                      | Reneta Indżowa (ur. 1953)          |                 | 17 października 1994 | 25 stycznia 1995     | Bezpartyjna       | •                                            |      |
| 45                                      | Żan Widenow (ur. 1959)             |                 | 25 stycznia 1995     | 13 lutego 1997       |                   | Bułgarska Partia Socjalistyczna              | •    |
| 46                                      | Stefan Sofijanski (ur. 1951)       |                 | 13 lutego 1997       | 21 maja 1997         |                   | Związek Sił Demokratycznych                  | •    |
| 47                                      | Iwan Kostow (ur. 1949)             |                 | 21 maja 1997         | 24 lipca 2001        | •                 | Związek Sił Demokratycznych                  |      |
| 48                                      | Symeon Sakskoburggotski (ur. 1937) |                 | 24 lipca 2001        | 17 sierpnia 2005     |                   | Narodowy Ruch na rzecz Stabilności i Postępu | •    |
| 49                                      | Sergej Staniszew (ur. 1966)        |                 | 17 sierpnia 2005     | 27 lipca 2009        |                   | Bułgarska Partia Socjalistyczna              | •    |
| 50                                      | Bojko Borisow (ur. 1959)           |                 | 27 lipca 2009        | 13 marca 2013        |                   | GERB                                         | 1    |
| 51                                      | Marin Rajkow (ur. 1960)            |                 | 13 marca 2013        | 29 maja 2013         |                   | Bezpartyjny                                  | •    |
| 52                                      | Płamen Oreszarski (ur. 1960)       |                 | 29 maja 2013         | 6 sierpnia 2014      | •                 | Bezpartyjny                                  |      |
| 53                                      | Georgi Bliznaszki (ur. 1956)       |                 | 6 sierpnia 2014      | 7 listopada 2014     | •                 | Bezpartyjny                                  |      |
| (50)                                    | Bojko Borisow (ur. 1959)           |                 | 7 listopada 2014     | 27 stycznia 2017     |                   | GERB                                         | 2    |
| 54                                      | Ognjan Gerdżikow (ur. 1946)        |                 | 27 stycznia 2017     | 4 maja 2017          |                   | Narodowy Ruch na rzecz Stabilności i Postępu | •    |
| (50)                                    | Bojko Borisow (ur. 1959)           |                 | 4 maja 2017          | 12 maja 2021         |                   | GERB                                         | 3    |
| 55                                      | Stefan Janew (ur. 1960)            |                 | 12 maja 2021         | 13 grudnia 2021      |                   | Bezpartyjny                                  | •    |
| 56                                      | Kirił Petkow (ur. 1980)            |                 | 13 grudnia 2021      | 2 sierpnia 2022      |                   | Kontynuujemy Zmianę                          | •    |
| 57                                      | Gyłyb Donew (ur. 1967)             |                 | 2 sierpnia 2022      | 3 stycznia 2023      |                   | Bezpartyjny                                  | 1    |
| 57                                      | Gyłyb Donew (ur. 1967)             | 3 stycznia 2023 | 6 czerwca 2023       | 2                    |                   | Bezpartyjny                                  |      |
| 58                                      | Nikołaj Denkow (ur. 1962)          |                 | 6 czerwca 2023       | 9 kwietnia 2024      |                   | Kontynuujemy Zmianę                          | •    |
| 59                                      | Dimityr Gławczew (ur. 1962)        |                 | 9 kwietnia 2024      | 16 stycznia 2025     |                   | Bezpartyjny                                  | •    |
| 60                                      | Rosen Żelazkow (ur. 1968)          |                 | 16 stycznia 2025     | nadal                |                   | GERB                                         | •    |